# Marina Chéchneva
Marina Pávlovna Chéchneva (en ruso: Мари́на Па́вловна Че́чнева; Protásovo, 15 de agosto de 1922 - Moscú, 12 de enero de 1984) fue una piloto y líder de escuadrón soviética en el 588.º Regimiento de Bombarderos Nocturnos (325.° División Aérea de Bombarderos Nocturnos, 4.° Ejército Aéreo, Segundo Frente Bielorruso), rebautizado posteriormente como 46.° Regimiento Aéreo de Bombarderos Nocturnos de la Guardia, uno de los tres regimientos aéreos creados por Marina Raskova e integrados únicamente por mujeres. Por sus heroicas acciones durante la Segunda Guerra Mundial recibió el título de Heroína de la Unión Soviética (15 de agosto de 1946) además durante la guerra alcanzó el grado militar de mayor. Fue autora de cinco libros sobre sus experiencias durante la guerra.

## Biografía

### Infancia y juventud
Marina Chéchneva, nació el 15 de agosto de 1922 en el pueblo de Protásovo, uyezd de Maloarjánguelsk en la gobernación de Oriol, en esa época parte de la RSFS de Rusia (la Unión Soviética no se constituyó oficialmente hasta diciembre de 1922), en el seno de una familia de clase trabajadora. En 1934, su familia se mudó a Moscú.
A la edad de dieciséis años, Chéchneva se matriculó en un club de vuelo de la asociación paramilitar OSOAVIAJIM (Unión de Sociedades de Asistencia para la Defensa, la Aviación y la Construcción Química de la URSS), donde aprendió a volar como deporte. Ella aspiraba a convertirse en piloto profesional, alentada por su padre y apoyada por Valeria Jomiákova, una de las pilotos instructoras del club y famosa piloto de caza. Sin embargo, se convirtió en instructora de vuelo en el Club Central de Vuelo en Moscú entre 1939 y 1941. En 1942, se convirtió en miembro del Partido Comunista.

### Segunda Guerra Mundial
Después de la invasión alemana de la Unión Soviética, en julio de 1941, buscó ser reclutada en el Ejército Rojo y enviada al frente. Como resultado, fue enviada como piloto instructora al Club Aéreo Central Valeri Chkálov, evacuado de Moscú a Stalingrado.
En octubre de 1941, ingresó en la Escuela de Aviación Militar de Engels, para convertirse en piloto en el 588.º Regimiento de Bombardeo Nocturno, uno de los tres regimientos de aviación formados por mujeres, fundados por Marina Raskova y liderado por la mayor Yevdokía Bershánskaia. El regimiento estaba  formado íntegramente por mujeres voluntarias, desde los técnicos hasta los pilotos, todas ellas de una edad cercana a los veinte años.
El 23 de mayo de 1942, después de completar su entrenamiento, el regimiento fue transferido a la 218.º División de Bombarderos nocturnos del Frente Sur (estacionada en el aeródromo de la aldea de Trud Gornyaká cerca de Voroshilovgrado). La propia Marina Raskova las acompañó hasta su destino y luego dio un conmovedor discurso de despedida antes de regresar a Engels. En su nuevo destino el regimiento quedó adscripto al 4.º Ejército Aéreo al mando del mayor general Konstanín Vershinin.
En agosto de 1942, Marina Chéchneva se convirtió en comandante de vuelo. Participó en la Batalla del Cáucaso. El 8 de febrero de 1943, el 588.º Regimiento de Bombardero Nocturno recibió el título honorífico de Guardias y pasó a llamarse 46.º Regimiento Aéreo de Bombardeos Nocturno de la Guardia, y un poco más tarde recibió el nombre honorífico de «Tamán» por su destacada actuación durante los duros combates aéreos en la península de Tamán, en 1943 (véase Batalla del cruce del Kubán).
A finales del verano de 1943, se convirtió en comandante del 4.º escuadrón del regimiento. El escuadrón era de entrenamiento de combate y realizaba un trabajo combinado de combate y entrenamiento. Participó en la liberación de la península de Crimea. Desde el 15 de mayo de 1944, como parte de la 325.º División de Aviación de Bombarderos Nocturnos del 4 ° Ejército Aéreo, integrado en el 2.º Frente Ucraniano, participó en la operación Bagratión (22 de junio - 31 de agosto de 1944), la ofensiva del Vístula-Oder (12 de enero - 2 de febrero de 1945), la Ofensiva de Prusia Oriental (13 de enero - 25 de abril de 1945). A finales de febrero de 1945, recibió la segunda Orden de la Bandera Roja. Se encontraba en la ciudad polaca de Świnoujście cuando se anunció la victoria sobre la Alemania nazi. En noviembre de 1945, después de la disolución del regimiento aéreo, Marina Chéchneva permaneció para servir en el regimiento de asalto en Polonia.
En total, a lo largo de la guerra realizó más de 810 misiones de combate, pasó más de mil horas de combate en el aire, en las que arrojó más de 150 toneladas de bombas, destruyó seis almacenes, cinco cruces de carreteras, cuatro baterías de artillería antiaérea, cuatro reflectores y un tren además de entrenar a cuarenta navegantes y pilotos para la guerra.

### Posguerra
Después de la guerra, en noviembre de 1945, se casó con su compañero piloto y Héroe de la Unión Soviética Konstantín Davýdov. La familia se mudó de regreso a la Unión Soviética en 1948, dos años después de que ella diera a luz a su hija Valentina en 1946. En 1949, su esposo, que trabajaba para la asociación paramilitar DOSAAF (Sociedad Voluntaria de Ayuda al Ejército, Fuerza Aérea y Marina), murió en un accidente aéreo mientras transportaba un avión de Leningrado a Kalinin (actual Tver) y fue enterrado en Moscú en el cementerio Novodévichi.
En 1949, estableció un récord de velocidad en un avión deportivo Yak-18. Durante mucho tiempo fue el equipo acrobático femenino líder en los desfiles aéreos. Voló en muchos tipos de aviones, incluidos: Yak-3, Yak-9, Yak-11, Yak-18T. Tenía el título honorífico de Maestra de Deportes de Honor de la URSS (1949). A finales de 1956, tuvo que dejar de volar por motivos de salud, poniendo así fin a su carrera como piloto deportivo.
En 1963, se graduó de la Escuela Superior del Comité Central del PCUS. Más tarde fue miembro de varios comités incluyendo el Presídium del Comité Central de la asociación paramilitar DOSAAF, del Presídium del Comité Soviético de Veteranos de Guerra, el Comité de Mujeres soviéticas y se desempeñó como vicepresidenta de la Junta Central de la Sociedad de Amistad Soviética-Búlgara. Más tarde escribió varios libros y memorias sobre sus experiencias en la Segunda Guerra Mundial.

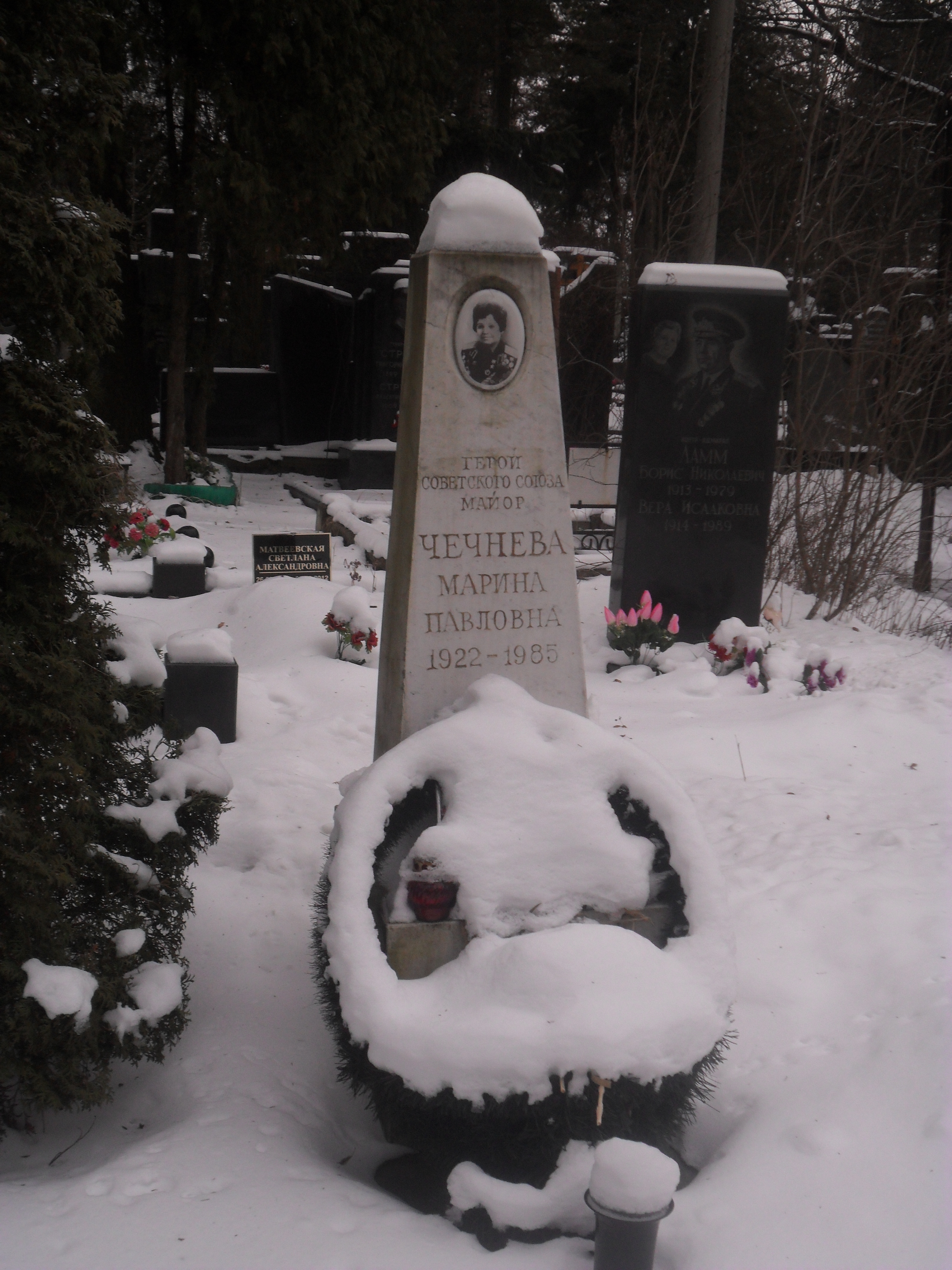
Sepultura de Marina Pávlovna Chéchneva en el cementerio de Kúntsevo

Falleció en Moscú el 12 de enero de 1984 a los 61 años y fue enterrada en el Cementerio de Kúntsevo. Su obituario fue publicado en el periódico militar soviético Estrella Roja.
Varias calles de las ciudades de Oriol y Kacha llevan su nombre en su honor.

## Ensayos
Marina Pávlovna Chéchneva fue autora de varios libros sobre su experiencia en la Segunda Guerra Mundialː 
- «Los aviones se adentran en la noche». - Moscú, 1962.
- «Mis amigos luchadores». - Moscú, 1975.
- «El cielo sigue siendo nuestro». - Moscú. 1976.
- «Golondrinas sobre el frente». - Moscú, 1984.
- «La historia de Zhenya Rúdneva». - Moscú, Rusia soviética, 1978.

## Condecoraciones
A lo largo de su vida Marina Chéchneva recibió las siguientes condecoraciones
|  | Héroe de la Unión Soviética (15 de mayo de 1946)                                                             |
|  | Orden de Lenin (15 de mayo de 1946)                                                                          |
|  | Orden de la Bandera Roja, dos veces (9 de septiembre de 1942 y 7 de marzo de 1945)                           |
|  | Orden de la Guerra Patria de 1.er grado (30 de octubre de 1943)                                              |
|  | Orden de la Guerra Patria de 2.do grado (30 de junio de 1944)                                                |
|  | Orden de la Estrella Roja, tres veces (19 de abril de 1943, 1 de septiembre de 1953 y 22 de febrero de 1968) |
|  | Orden de la Insignia de Honor (25 de julio de 1949)                                                          |
|  | Medalla por el Servicio de Combate (13 de junio de 1952)                                                     |
|  | Medalla al Trabajador Veterano                                                                               |
|  | Medalla Conmemorativa por el Centenario del Natalicio de Lenin «Al valor militar»                            |
|  | Medalla por la Defensa del Cáucaso (1944)                                                                    |
|  | Medalla por la Liberación de Varsovia                                                                        |
|  | Medalla por la Victoria sobre Alemania en la Gran Guerra Patria 1941-1945 (1945)                             |
|  | Medalla Conmemorativa del 20.º Aniversario de la Victoria en la Gran Guerra Patria de 1941-1945 (1965)       |
|  | Medalla Conmemorativa del 30.º Aniversario de la Victoria en la Gran Guerra Patria de 1941-1945 (1975)       |
|  | Medalla del 30.º Aniversario de las Fuerzas Armadas de la URSS (1948)                                        |
|  | Medalla del 40.º Aniversario de las Fuerzas Armadas de la URSS                                               |
|  | Medalla del 50.º Aniversario de las Fuerzas Armadas de la URSS                                               |
|  | Medalla del 60.º Aniversario de las Fuerzas Armadas de la URSS                                               |